# Ariamnes cylindrogaster
Ariamnes cylindrogaster es una especie de araña del género Ariamnes, familia Theridiidae. Fue descrita científicamente por Simon en 1889.
Se distribuye por China, Japón, Corea y Laos. La especie se mantiene activa durante todos los meses del año.